# Camilo Aldao
Camilo Aldao är en ort i Argentina.   Den ligger i provinsen Córdoba, i den centrala delen av landet, 400 km väster om huvudstaden Buenos Aires. Camilo Aldao ligger 113 meter över havet och antalet invånare är 4 895.
Terrängen runt Camilo Aldao är mycket platt, och sluttar österut. Närmaste större samhälle är Corral de Bustos, 19,1 km söder om Camilo Aldao.
Trakten runt Camilo Aldao består till största delen av jordbruksmark. Runt Camilo Aldao är det glesbefolkat, med 10 invånare per kvadratkilometer.